# Benfica TV
Benfica TV ou BTV est la chaîne de télévision portugaise officielle du club de football SL Benfica.
Il s'agit de la première chaîne de télévision d'un club portugais, et dans le monde la première et la seule à diffuser, en direct et exclusif, les matchs de l'équipe professionnelle de football à l'Estádio da Luz (championnat uniquement).
En 2013, Benfica TV acquiert les droits de la Premier League et tous les matchs de Benfica à domicile en championnat.
En France, la chaîne n'est plus diffusée par SFR et Numéricable, mais seulement par Orange sur le canal 444 en adhérant au bouquet lusophone.

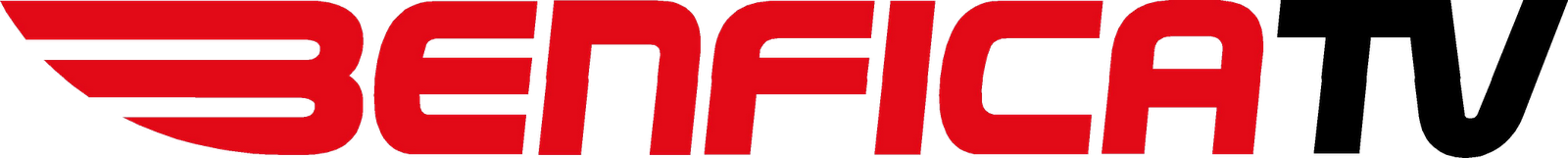
Ancien logo

Le 25 octobre 2013 est lancée Benfica TV 2, elle était disponible chez tous les opérateurs portugais et possédait une version haute définition. Elle a été arrêtée le 30 juin 2016 et Benfica TV 1 est redevenue Benfica TV.
Le 30 mai 2016, l'opérateur portugaise NOS informe dans un communiqué que Benfica TV continuera de transmettre les matchs du Benfica à domicile en championnat pour la saison 2016/2017.